# The Horror Vault
|  | Denne artikel er oprettet af botten PalnaBot ud fra en ekstern database. Den kan derfor have sproglige fejl eller mangler. Denne skabelon kan fjernes efter kontrol af indholdet. |

The Horror Vault er en film instrueret af Rusty Apper, David Boone, Josh Card, Mark Marchillo, Kenny Selko, Kim Sønderholm, Thomas Steen Sørensen, J.P. Wenner.